# Sayulita
Sayulita is een klein Mexicaans dorp, zo'n 45 km ten noorden van Puerto Vallarta. Het ligt ingesloten tussen een baai aan de Grote Oceaan en dicht begroeide heuvels.
Het werd pas door de Mexicaanse vissers bevolkt in de 19e eeuw maar voor die tijd hebben er waarschijnlijk al van tijd tot tijd Huicholindianen geleefd.
Tegenwoordig neemt het toerisme een steeds grotere plaats in in de economie.
Het is vooral populair bij rugzaktoeristen en surfers.

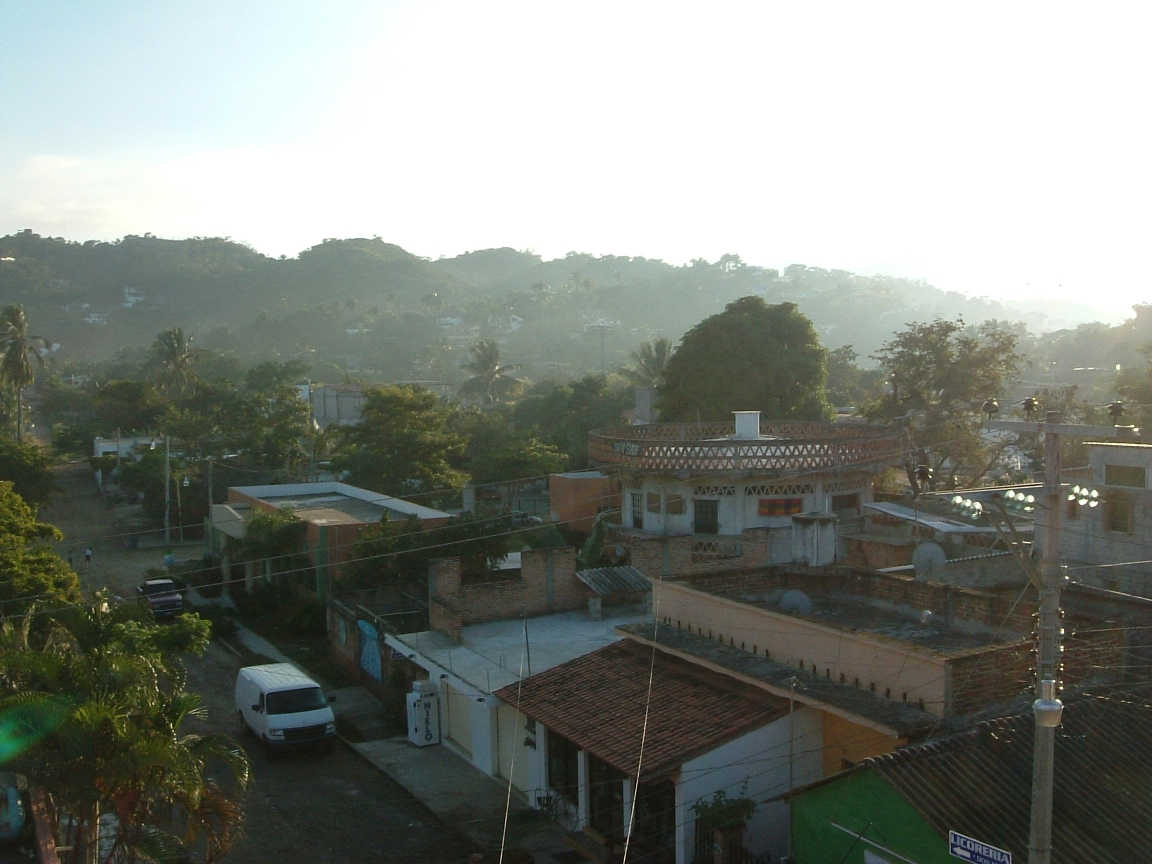
Sayulita
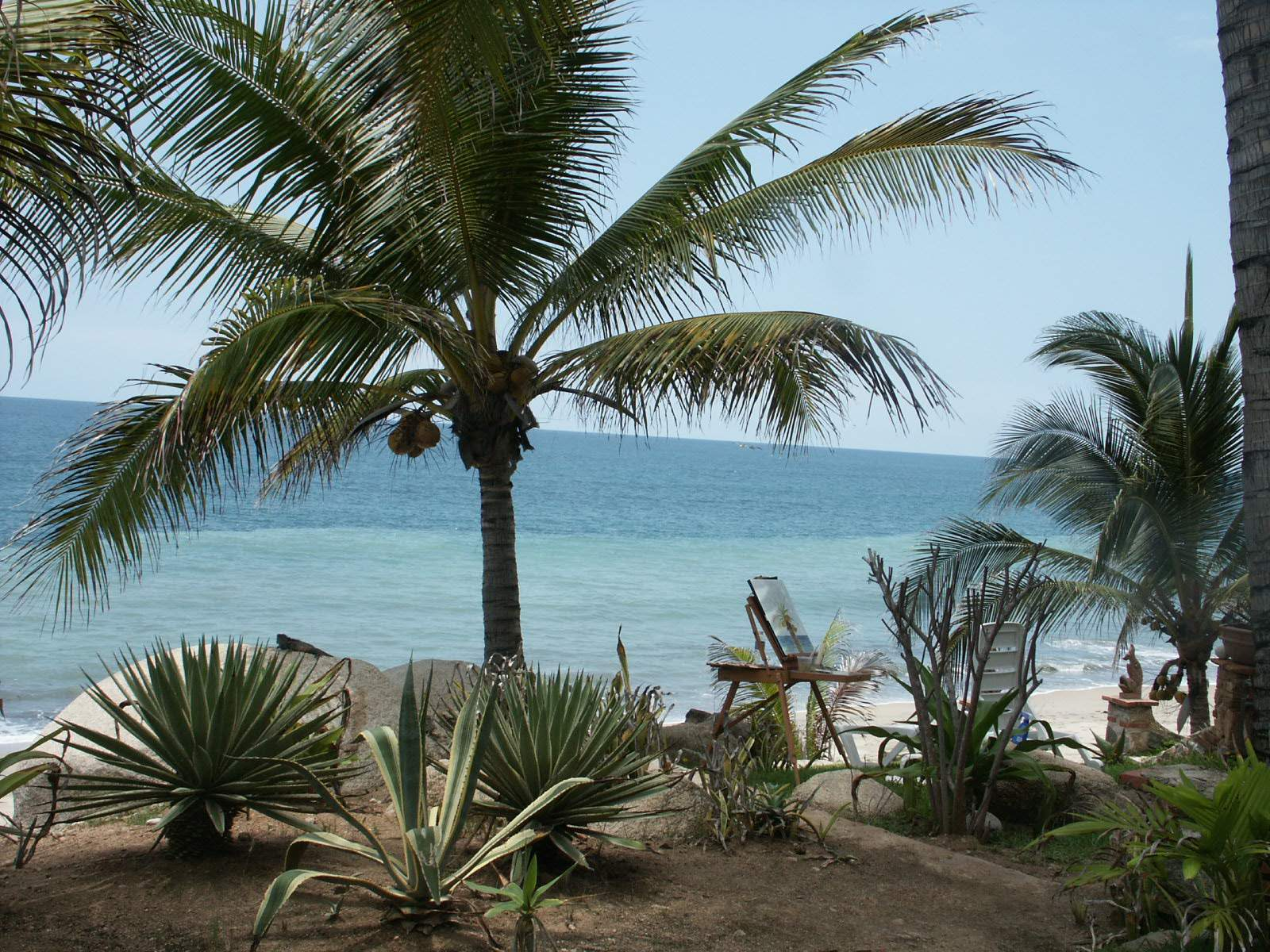
Het strand van Sayulita